# Aksel Refstad
Aksel Refstad, parfois écrit Axel Refstad, né le 19 septembre 1873 et mort le 21 décembre 1956, est un coureur du combiné nordique norvégien.

## Biographie
Il représente le Oslo Østre Skytterlags Skiklubb.
En 1895, Aksel Refstad saute à 29 m sur le Fjelkenbakken (no). Le 11 février 1900, Aksel Refstad chute à 36 m lors d'un saut hors-concours à Bærum sur le Solbergbakken. Quelques minutes plus tard, il réalise un nouveau saut en parallèle avec Olaf Tandberg. Aksel Refstad chute à nouveau à 36 m et c'est Olaf Tandberg qui réussit son saut à 35,5 m qui établit un nouveau record du monde. Le 10 février 1901, il tente de battre le record du monde mais il échoue à nouveau à 36 m sur le Konnerudkollen (no) à Konnerud (en).
Dans le Festival de ski d'Holmenkollen, il se place trois fois sur le podium : en 1897 et 1901, où il est troisième et en 1900, où il remporte la course. Il est alors récompensé par la Médaille Holmenkollen en 1901.
Lors de l'hiver 1910-1911, il remporte le prix Iste à Gjøvik ainsi que le 4e prix à Hovedlandsrendet.
Il continue le saut à ski chez les vétérans. Il lui arrive de faire des sauts avec ses enfants. Il saute à Holmenkollen jusqu'à 63 ans.

## Vie personnelle
Aksel Refstad compte plusieurs enfants dont deux fils qui font du saut à ski, Johan et Leif. Leif termine 52e du concours de saut des championnats du monde de saut à ski en 1930 (pl). Leif Refstad a combattu pendant la Seconde Guerre mondiale. Après la guerre, Leif Refstad a rencontré des gros problèmes psychologiques en raison du décès de sa fille et de l'un de ses petits-enfants
. Cinq des petits-enfants ont été envoyés dans des orphelinats et Leif Refstad s'est suicidé en 1957.

## Personnalité
Aksel Refstad est décrit ainsi par le Ullern Avis Akersposten (en) :

« Camarade intrépide qui guide les plus jeunes, il est très apprécié parmi les skieurs. »

— Akers-Posten du 6 mai 1911

## Palmarès
En 1900, il remporte une Coupe du Roi (no). En raison de ses performances, il remporte la Médaille Holmenkollen en 1901.